# Soraya Thronicke

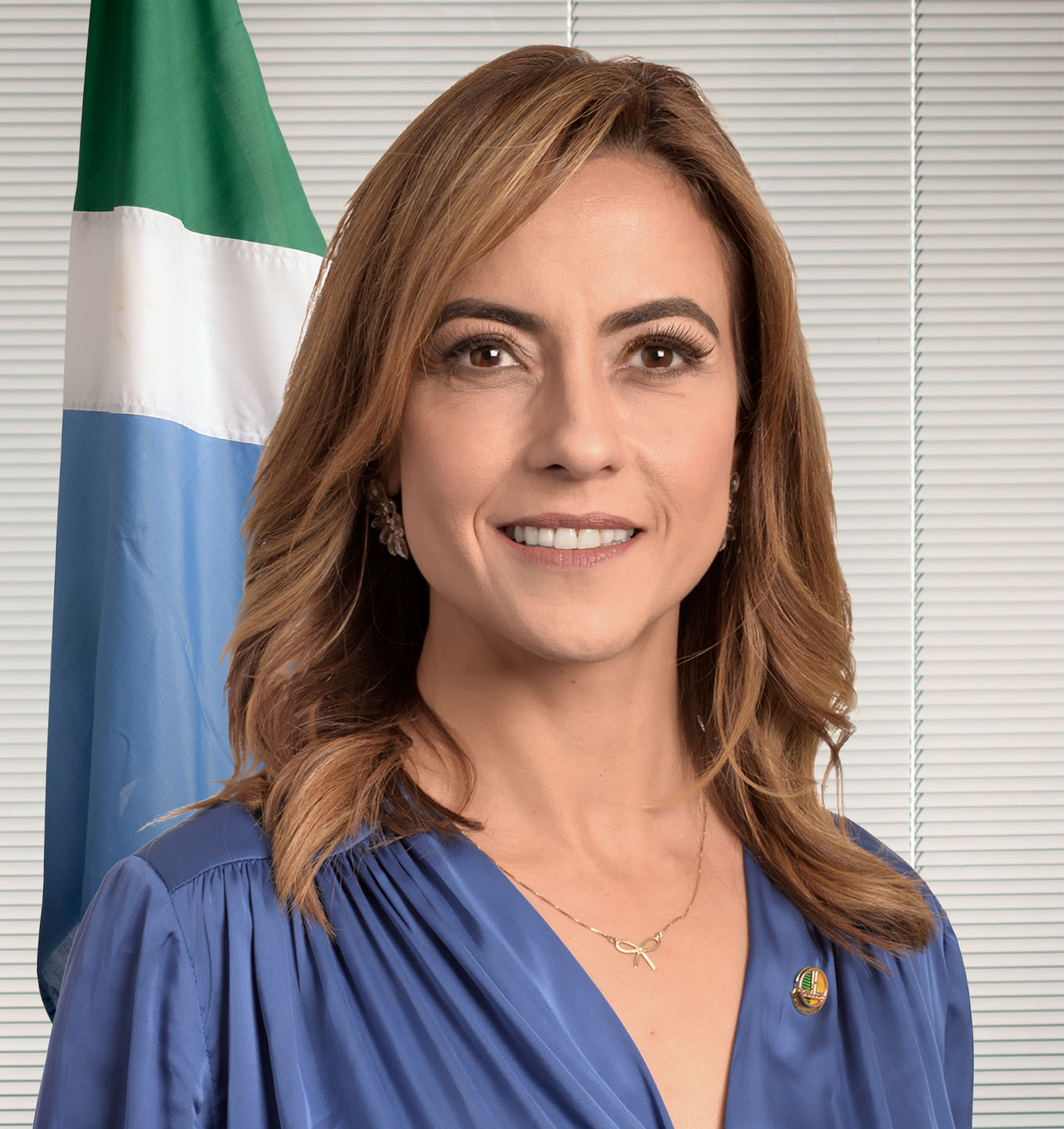
Soraya Thronicke

Soraya Vieira Thronicke (* 1. Juni 1973 in Dourados) ist eine brasilianische Rechtsanwältin und Politikerin. Sie ist Senatorin für den Bundesstaat Mato Grosso do Sul und war Kandidatin 2022 für das Präsidentschaftsamt, aufgestellt von der Partei União Brasil (UNIÃO).

## Leben
Thronicke ist väterlicherseits deutschbrasilianischer Herkunft. Sie graduierte 2002 in Rechtswissenschaften in Campo Grande und 2006 in Unternehmensrecht an der Fundação Getulio Vargas, danach absolvierte sie ein Postgraduiertenstudium in Familienrecht.

## Politische Laufbahn
2017 war sie dem Partido Novo (NOVO) beigetreten, dem sie bis 2018 angehörte. Sie wechselte dann von 2018 bis 2022 zum Partido Social Liberal (PSL) und ist seit 2022 Mitglied der Nachfolgepartei União Brasil.
Für den PSL kandidierte sie bei den Wahlen in Brasilien 2018 erfolgreich als Senatorin für ihren Heimatstaat Mato Grosso do Sul im Bundessenat des Nationalkongresses. Sie erreichte 16,19 % oder 373.712 der gültigen Stimmen.
Am 2. August 2022 gab die União Brasil ihre Vorkandidatur für die Präsidentschaft der Republik durch die Partei bei der Präsidentschaftswahl in Brasilien 2022 im Rahmen der Wahlen in Brasilien 2022 bekannt. Als Vizepräsidentschaftskandidat der Partei wurde Marcos Cintra aufgestellt.
Sie erreichte am Wahltag, dem 2. Oktober 2022, mit 600.955 oder 0,51 % der gültigen Stimmen den fünften Platz.
Seit ihrer Kandidatur 2018 ist ihre politische Ideologie dem Wirtschaftsliberalismus und dem Wertekonservatismus zuzuordnen.